# Myrmecina polita
Myrmecina polita är en myrart som beskrevs av Carlo Emery 1897. Myrmecina polita ingår i släktet Myrmecina och familjen myror. Inga underarter finns listade i Catalogue of Life.